# Шварце, Йохан Георг
Йохан Георг Шварце (нидерл. Johann Georg Schwartze; 20 октября 1814, Амстердам — 29 августа 1874, там же) — нидерландский исторический живописец, портретист и рисовальщик. 
Отец известной художницы-портретистки Терезы Шварце (1852–1918 ).

## Жизнь и творчество
В молодости отправился в Америку, где в Филадельфии под руководством Эмануэля Лойце изучал живопись.
Вернувшись в Европу, до 1842 продолжал обучение в Дюссельдорфской школе у Фридриха Вильгельма фон Шадова и Карла Фердинанда Зона. Кроме того, брал частные уроки у Карла Фридриха Лессинга.
В 1844 вернулся в Амстердам, где жил и творил до смерти в 1874 году.
Стал популярным по ряду талантливо выполненных портретов и исторических картин.

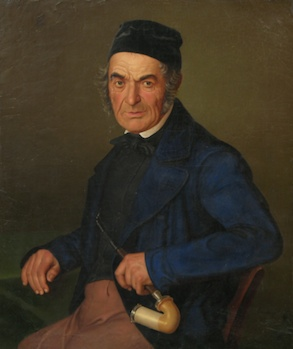
Портрет мужчины с трубкой
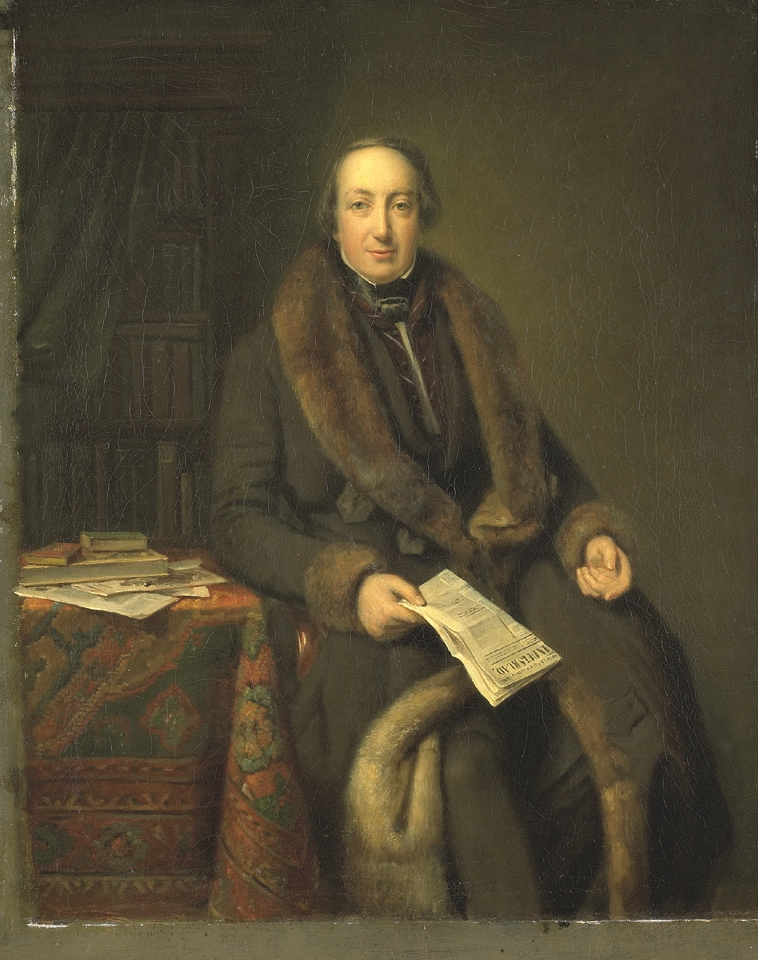
Портрет Питера Арнольда Дидерихса
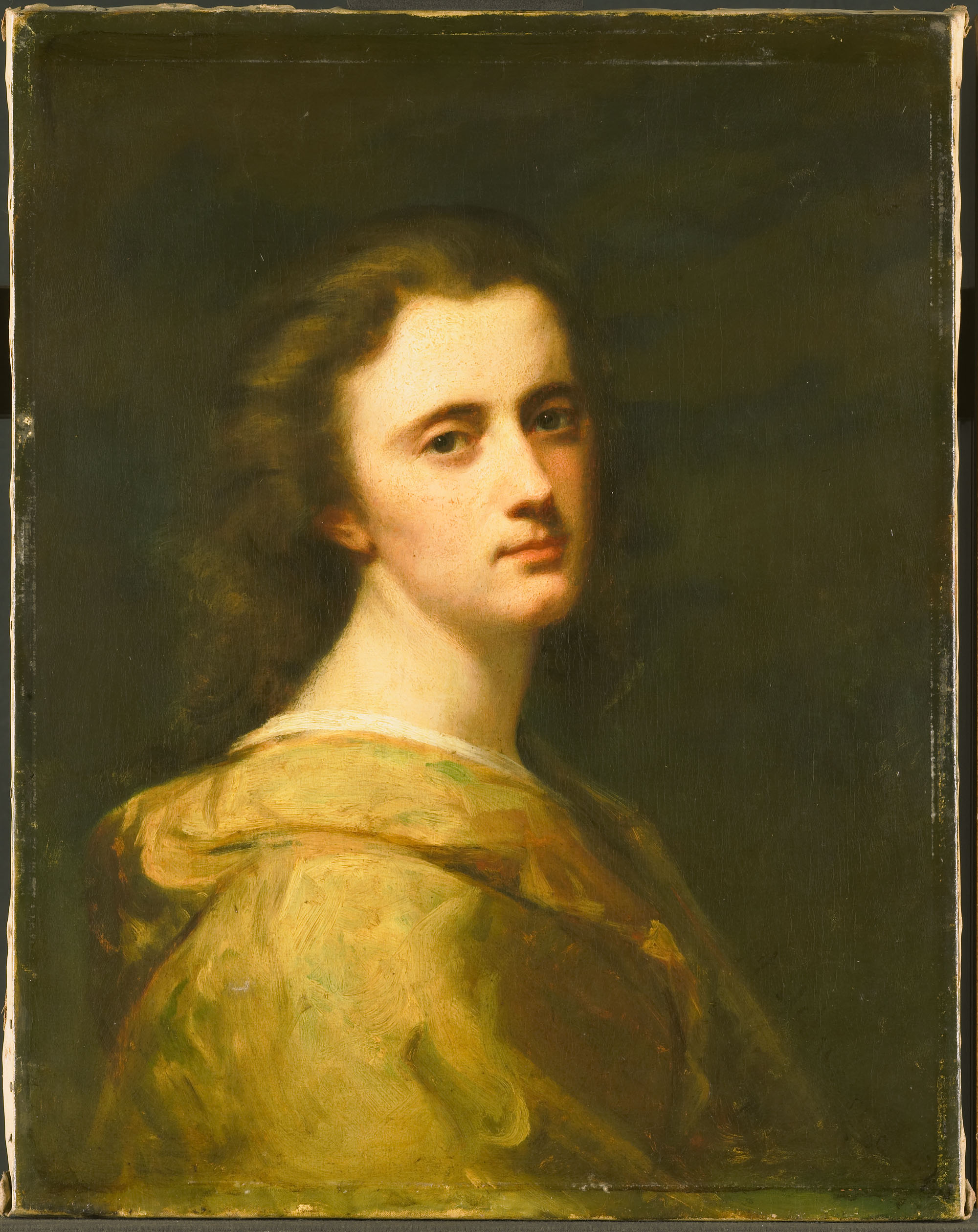
Портрет дочери. 1868
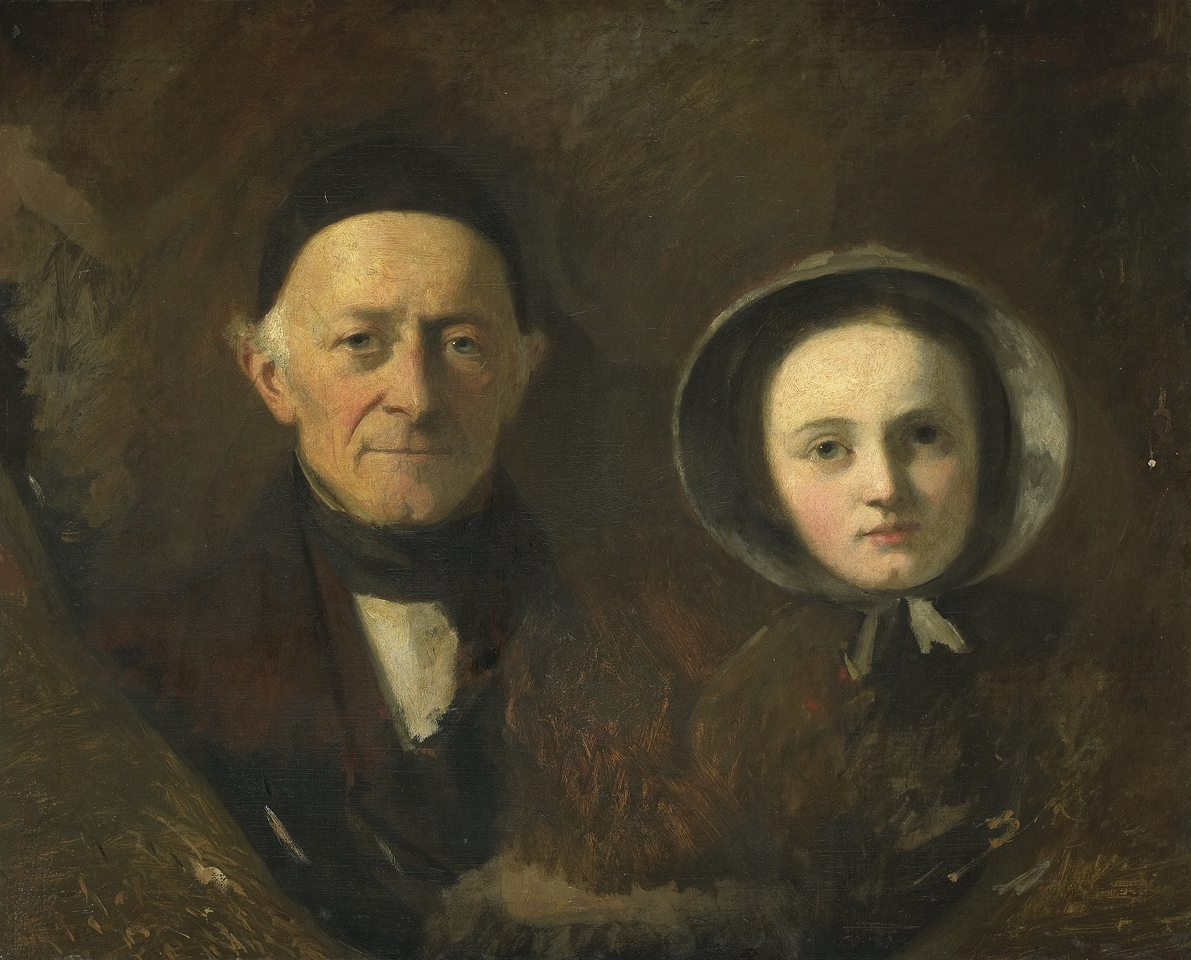
Групповой портрет отца и дочери